# Chli Oberälpler
Chli Oberälpler är en bergstopp i Schweiz.   Den ligger i kantonen Uri, i den centrala delen av landet, 100 km öster om huvudstaden Bern. Toppen på Chli Oberälpler är 3 085 meter över havet, eller 120 meter över den omgivande terrängen. Bredden vid basen är 0,47 km.
Terrängen runt Chli Oberälpler är huvudsakligen mycket bergig. Närmaste större samhälle är Erstfeld, 12,3 km nordväst om Chli Oberälpler. 
Trakten runt Chli Oberälpler består i huvudsak av gräsmarker. Runt Chli Oberälpler är det ganska glesbefolkat, med 22 invånare per kvadratkilometer.